# Alberto Testone
Pour les articles homonymes, voir Teston.
Alberto Testone, né le 7 mars 1963 à Rome (Italie), est un acteur italien.

## Biographie
Prothésiste dentaire de profession, Alberto Testone joue depuis 2000 dans divers téléfilms, dont Sin and Shame, In arte Nino et Una pallottola nel cuore. Il incarne Pier Paolo Pasolini d'abord au théâtre puis au cinéma avec le film Pasolini, la verità nascosta de Federico Bruno.
Compte tenu de l'extrême ressemblance esthétique avec le poète frioulan, Alberto a voulu documenter sa relation avec Pasolini et une partie de sa poétique liée à la banlieue et à l'homologation dans le documentaire Fatti corsari. Le film lui a valu le Prix spécial du jury - italiana.doc au Festival du film de Turin en 2012. En 2019, il joue le rôle de Michel-Ange, le protagoniste du film Michel-Ange, d'Andreï Kontchalovski.

## Théâtre
- Tu, Giovanna, d'Antonio Bilo Canella et Simona Cirelli (1997)
- Viva la guerra, d'Antonio Bilo Canella et Simona Cirelli (1997)
- Un Dio balbuziente, d'Antonio Bilo Canella (2002)
- Ulysse di Joyce, d'Antonio Bilo Canella (2004)
- Une demande en mariage d'Anton Tchekhov, mise en scène d'Antonio Bilo Canella (2004)
- La flûte des vertèbres de Vladimir Maïakovski, mise en scène d'Antonio Bilo Canella (2004)
- La Piazza di Pilar Anita Quarzell (PAQ) mise en scène de Pilar Castel 2008
- Io quanti sono, d'Alberto Testone, mise en scène de Paolo De Vita (2009)
- Delitto Pasolini de Leonardo Ferrari Carissimi et Fabio Morgan (2010)

## Filmographie

### Cinéma

#### Scénario et réalisation
- 2012 : Fatti corsari (it), documentaire coscénarisé et coréalisé avec Stefano Petti

#### Acteur
- 2003 : Souviens-toi de moi de Gabriele Muccino
- 2010 : Quilty de Stefano Chiavarini et Emanuele Michetti
- 2013 :  E non ci indurre in tentazione (court métrage)
- 2013 : Pasolini, la verità nascosta (Pasolini, la vérité cachée) de Federico Bruno : Pier Paolo Pasolini
- 2014 :  Promenade Fatale (Love Letters) : Thief (court métrage)
- 2014 :  Perchè non sa voler bene (court métrage)
- 2015 :  Bang! : Enrico (court métrage)
- 2015 : Suburra de Stefano Sollima : Luce
- 2016 :  Poveri e infami (court métrage)
- 2019 : Michel-Ange d'Andreï Kontchalovski : Michelangelo Buonarroti (Michel-Ange)
- 2020 :  Lo strumento della fama : Capo commissione (court métrage)
- 2022 : Seconde Jeunesse (Astolfo) de Gianni Di Gregorio : Oreste

### Télévision
- 2000 : Le ali della vita (it) de Stefano Reali (téléfilm)
- 2009 : Intelligence - Servizi & segreti (it) (série télévisée, épisode Chi era veramente Lidia?)
- 2009 : Squadra antimafia - Palermo oggi (it) (série télévisée, 1 épisode)
- 2014 : Il peccato e la vergogna (it) (série télévisée, 2 épisodes)
- 2016 : Una pallottola nel cuore (it) : Donato Silvestri (série télévisée, 3 épisodes)